# Volta a Suïssa 1968
La Volta a Suïssa 1968 fou la 32a edició de la Volta a Suïssa. Aquesta edició es disputà del 14 al 22 de juny de 1968, amb un recorregut de 1.376 km distribuïts en 9 etapes, les dues darreres d'elles dividides en dos sectors. La sortida i l'arribada fou a Zúric.
El vencedor final fou el suís Louis Pfenninger, que s'imposà per poc més de mig minut al seu compatriota Robert Hagmann. El belga Herman Van Springel completà el podi. El britànic Derek Harrison guanyà la classificació de la muntanya, Daniel Van Ryckeghem, vencedor de 2 etapes, la dels punts, mentre el millor en la classificació per equips fou el Dr. Mann-Grundig.

## Etapes
| Etapa | Data       | Recorregut                       | Km    | Vencedor d'etapa          | Líder de la general    |
| ----- | ---------- | -------------------------------- | ----- | ------------------------- | ---------------------- |
| 1ª    | 14 de juny | Zúric - Langenthal               | 170   | H. Van Springel (BEL)     | H. Van Springel (BEL)  |
| 2ª    | 15 de juny | Langenthal - Binningen           | 152   | Walter Godefroot (BEL)    | H. Van Springel (BEL)  |
| 3ª    | 16 de juny | Binningen - Boncourt             | 84    | D. Van Ryckeghem (BEL)    | H. Van Springel (BEL)  |
| 4ª    | 17 de juny | Boncourt - Nidau                 | 140   | Harm Ottenbros (NED)      | H. Van Springel (BEL)  |
| 5ª    | 18 de juny | Nidau - Sierre                   | 207   | Gregorio San Miguel (ESP) | Louis Pfenninger (SUI) |
| 6ª    | 19 de juny | Sierre - Bellinzona              | 191   | Rolf Maurer (SUI)         | Louis Pfenninger (SUI) |
| 7ª    | 20 de juny | Bellinzona - Lenzerheide         | 127,5 | Robert Hagmann (SUI)      | Louis Pfenninger (SUI) |
| 8ª A  | 21 de juny | Lenzerheide - Brunnen            | 165   | Aurelio González (ESP)    | Louis Pfenninger (SUI) |
| 8ª B  | 21 de juny | Bürglen - Coll del Klausen (CRI) | 22,4  | Robert Hagmann (SUI)      | Louis Pfenninger (SUI) |
| 9ª A  | 22 de juny | Brunnen - Eschenbach             | 75    | D. Van Ryckeghem (BEL)    | Louis Pfenninger (SUI) |
| 9ª B  | 22 de juny | Eschenbach - Zúric (CRI)         | 42    | Robert Hagmann (SUI)      | Louis Pfenninger (SUI) |

## Classificació final
|    | Ciclista                  | Equip            | Temps       |
| -- | ------------------------- | ---------------- | ----------- |
| 1  | Louis Pfenninger (SUI)    | Zimba            | 37h 01' 10" |
| 2  | Robert Hagmann (SUI)      | Frimatic         | + 31"       |
| 3  | Herman Van Springel (BEL) | Dr. Mann-Grundig | + 56"       |
| 4  | Luis Otano (ESP)          | Fagor            | + 4' 28"    |
| 5  | Aurelio González (ESP)    | KAS              | + 11' 15"   |
| 6  | Tony Houbrechts (BEL)     | Flandria         | + 11' 20"   |
| 7  | José Pérez Francés (ESP)  | KAS              | + 12' 56"   |
| 8  | Raymond Poulidor (FRA)    | Mercier          | + 13' 35"   |
| 9  | Rolf Maurer (SUI)         | Zimba            | + 14' 37"   |
| 10 | Karl-Heinz Kunde (GER)    | Batavus          | + 14' 52"   |